# Леонтенков, Александр Александрович
Александр Александрович Леонтенков (род. 20 июня 1934 года, Москва) — советский и российский конструктор, учёный.

## Биография
Родился 20 июня 1934 года в Москве.
В 1960 году окончил Московский энергетический институт по специальности «Гидравлические турбины и другие гидравлические машины» (был учеником В. С. Квятковского, который в то время заведовал кафедрой гидравлических машин), после чего начал работу в ЦКБ тяжелого машиностроения. С 1988 года — начальник и главный конструктор ЦКБ ТМ. В 1997—2008 гг. — генеральный директор и генеральный конструктор ЦКБ ТМ. С 2008 года — советник генерального директора.
По инициативе Леонтенкова в 1995 году на базе предприятия был открыт научно-производственный центр кафедры «Транспортные установки» Московского государственного автомобильно-дорожного института.
Участвовал в разработке агрегатов наземного оборудования для первой твердотопливной ракеты, а также в её испытаниях на полигоне «Капустин Яр». Также принимал участие в эскизном и рабочем проектировании ракеты-носителя Н-1. Был техническим руководителем в процессе монтажа и испытаний установщика и летно-конструкторских испытаний комплекса Н-1 на «Байконуре». Под его руководством разработаны различные типы командных пунктов, в том числе и для ракетного комплекса «Тополь-М».
Автор ряда научных трудов, изобретений. Действительный член Академии военных наук и Российской академии космонавтики им. К. Э. Циолковского.

### Награды
- Был награждён орденами «За заслуги перед Отечеством» 4 степени (2005), Трудового Красного Знамени (1975), «Знак Почёта» (1971, 1983), Почётным знаком «За выдающиеся заслуги в космонавтике» 3 степени (2001), 2 степени (2002), 1 степени (2004) и различными медалями,[4] Лауреат Государственной премии РФ (2002) .
- Заслуженный машиностроитель РФ.[5]